# 臺灣光澤煙管蝸牛
臺灣光澤煙管蝸牛（学名：Formosana taiwanica）为煙管蝸牛科臺灣煙管蝸牛屬下的一个种。該物種主要分布於臺灣東部的臺東縣卑南、知本，花蓮縣壽豐等地區。